# Chtylok
Chtylok el Che-K'n Kau es un personaje ficticio en el universo Marvel Comics.  Apareció por primera vez en Sensational Spider-Man vol. 1 #13 (febrero de 1997)

## Biografía del personaje ficticio
Chtylok es una criatura de 25 pies (7,6 m) de alto  mitad gallina y mitad vaca que habita en un área de la Antártida, a las afueras de la Tierra Salvaje. Hace milenios, el Pueblo Caído de la Tierra Salvaje adoró a la temible bestia, hasta que entró en hibernación. El agujero en la capa de ozono ha comenzado a causar que el hielo alrededor de la Tierra Salvaje se derritiriera, lo que despierta a Chtylok de su hibernación. De alguna manera, encuentra su camino a la superficie de la Isla de los Monstruos, y sigue a varias monstruos que huyen a los Cayos de la Florida. Allí se encuentra con Hulk, y entablan batalla.
Mientras tanto, Spider-Man, Ka-Zar, y Shanna la Diablesa viajan a la Tierra Salvaje en una misión patrocinada por S.H.I.E.L.D. para salvar el reino selva de las inundaciones. Descubren que Combustible Roxxon, que había afirmado estar ayudando a los SHIELD, realmente están utilizando transmisores para acelerar el deshielo de los glaciares, que les permitirían llevar a cabo la extracción de petróleo ilimitada. El derretimiento del hielo accidentalmente libera a Stegron que recoge un ejército de dinosaurios para matar a todos los humanos en la Tierra Salvaje.
En Sensational Spider-Man #15, La lucha de Hulk y Chtylok les lleva de vuelta a la Tierra Salvaje, como Stegron lanza su ataque. Hulk somete a Chtylok y el Tiranosaurio de Stegron le ataca también. Spider-Man logra revelar el secreto de Roxxon a SHIELD y se las arreglan para apagar el transmisor de microondas de Roxxon deteniendo la inundación. Un agente de Roxxon llamado el Dr. Gerald Roth intenta inundar la Tierra Salvaje detonando una serie de bombas. Sin embargo, la inundación es desviada hacia el enorme cráter causado por la batalla entre Chtylok y Hulk. Roth huye de la Tierra, solo para encontrarse con Chtylok (y presumiblemente fue comido por el monstruo).
Durante la porción de Ms. Marvel de la historia de Civil War, una franquicia de comida rápida aparece llamada "Gallina Vaca". La mascota ficticia de la franquicia es un monstruo similar a Chtylok.

## Poderes y habilidades
Chtylok es un monstruo de 25 pies (7,6 m) de alto mitad gallina con espolones afilados, piernas y pezuñas parecidos a las bovinas, y una gran cola prensil con pinchos. A pesar de su inmenso tamaño, es capaz de volar. Su fuerza está en la misma clase que Hulk, ya que fue capaz de entablar batalla por algún tiempo.

## En otros medios

### Videojuegos
- Chtylok aparece en las versiones de PlayStation 2 y PSP de Spider-Man: Web of Shadows. Aparece como un personaje auxiliar que aplastará a cualquier enemigo.